# 한용
한용(韓容, ? ~ ?)은 전한 말기의 관료로, 자는 자백(子伯)이다.

## 행적
원수 2년(기원전 1년), 광록대부에서 집금오로 승진하였으나 한 달 만에 면직되었다.

## 출전
- 반고, 《한서》 권19하 백관공경표 下

| 전임 신도박 | 전한의 집금오 기원전 1년 | 후임 손건 |